# Konidiophor

Schematische Darstellung eines Aspergillus-Konidienträgers mit aspergilloidem Konidiophor

Ein Konidiophor (auch Konidienträger) ist eine konidientragende Hyphe, die sich deutlich vom vegetativen Mycel unterscheidet.
Ein Konidiophor kann entweder eine konidientragende Zelle sein, die direkt am Mycel sitzt, oder es handelt sich um eine konidientragende Zelle einschließlich ihrer Trägerzellen. In letzterem Fall wird auch nur die Trägerzelle, nicht aber die konidientragenden Zellen selbst, als Konidiophor bezeichnet. Der Begriff wird also uneinheitlich verwendet.

## Einteilung
Je nach Gestalt des Konidiophors werden unterschiedliche Typen unterschieden.
| Bezeichnung          | aspergilloid | penicillat | trichodermoid | verticillat |
| -------------------- | --- | --- | --- | --- |
| Abbildung (Beispiel) | Konidiophor von Aspergillus versicolor | Konidiophore von Penicillium crustaceum | Konidiophor von Trichoderma harzianum | |
| Beschreibung         | Das Konidiophor ist oberseits verdickt, wie für die Gattung Aspergillus typisch. Die Verdickung wird oft Vesikel genannt. An ihm werden Metulae oder konidiogene Zellen gebildet. | Das Konidiophor ist an der Oberseite mehrfach verzweigt, ähnlich wie bei vielen Arten der Gattung Penicillium. Die Verzweigungen erfolgen mindestens zweimal hintereinander und zumindest dichotom. | Das Konidiophor ist mehrfach verzweigt, ähnlich wie bei der Gattung Trichoderma. Meist sind die Verzweigungen zahlreich, wobei das gesamte Konidiophor eine pyramidenförmige Gestalt annimmt. | Das Konidiophor ist ein- oder mehrfach entlang einer Achse quirlartig verzweigt. Die Abzweigungen sind meist konidiogene Zellen, seltener Metulae. |